# 950

## Родени
- Ерик Торвалдсон, норвежки мореплавател